# Girokonto
Das Girokonto (von italienisch giro [ˈdʒiːro], deutsch ‚Kreis, Umlauf‘, zu altgriechisch γυρός gȳrós, deutsch ‚rund‘), auch Sichtkonto und in Gesetzen Zahlungskonto genannt, ist ein von Kreditinstituten für Bankkunden geführtes Bankkonto zur Abwicklung des Zahlungsverkehrs und anderer Bankgeschäfte.

## Allgemeines
Das Girokonto ist das wichtigste aller Bankkonten; daneben gibt es Anderkonto, Fremdwährungskonto, Jugendkonto, Kautionskonto, Sparkonto, Sperrkonto, Tagesgeldkonto, Termingeldkonto, Treuhandkonto, Metallkonto oder Wertpapierdepot. Diese Kontoarten werden mit dem Girokonto als Hauptkonto verknüpft und dienen der Abwicklung bestimmter Bankgeschäfte oder unterliegen einer konkreten Zweckbindung.
Über Girokonten ist der bargeldlose Zahlungsverkehr (Inlandszahlungsverkehr, Auslandszahlungsverkehr) und der Barzahlungsverkehr (durch Barein- und Barauszahlung) möglich. Zahlungen werden zu Gunsten (Gutschrift) und zu Lasten (Belastung) des Girokontos gebucht. Diese werden durch Vordrucke (Auslandsüberweisung, Lastschrift, Überweisungsträger, Zahlungsauftrag, Zahlschein) ausgelöst. Diese Zahlungsvorgänge können auch im Online Banking eingesetzt werden.

## Geschichte
Wann die ersten Konten entstanden sind, welche die heutige Funktion der Girokonten erfüllten, ist nicht eindeutig nachgewiesen. Mit den Geldwechslern (italienisch bancherii, von bancus, „Tisch“) und ihren Kunden wurde der bargeldlose Zahlungsverkehr im Mittelalter in Europa von Italien ausgehend begonnen. Schon aus dem 11. Jahrhundert gibt es Überlieferungen von Gut- oder Lastschriften, von Überweisungen von einem auf das andere Konto. Auch der bargeldlose Verkehr von einer „Bank“ zur anderen über Verrechnungskonten ist nachgewiesen. Weil aber ein Transfer nur mündlich angeordnet werden konnte, blieben die Geschäfte der Wechsler zunächst vornehmlich auf den regionalen Zahlungsverkehr beschränkt. Erst im 14. Jahrhundert begannen die schriftlichen Zahlungsanweisungen und damit der bargeldlose Zahlungsverkehr im überregionalen Stil.
Das in islamischen Ländern bekannte Hawala-Finanzsystem, welches ebenfalls mit Konten arbeitet, allerdings nur zwischen den als Bank fungierenden Händlern, wurde bereits 1327 dokumentiert, es gab jedoch schon Jahrhunderte zuvor Verrechnungen von Forderungen und Verbindlichkeiten.
Im Spätmittelalter breitete sich von Italien aus unter Kaufleuten eine Form von kontenmäßiger Verrechnung in Europa und letztlich weltweit aus, die ein direkter Vorläufer der heutigen Girokonten ist. In Deutschland begann der Giroverkehr wohl in Hamburg, wo 1619 die Hamburger Bank gegründet wurde. Diese rechnete in zwei Währungen ab, nämlich der Mark Banco (Bankwährung für unbare Kontozahlungen) und der Mark Courant für Geldumlaufzwecke.
Anfang des 19. Jahrhunderts nahmen weitere Hamburger Banken den Giroverkehr auf, der jedoch den dort ansässigen großen Unternehmen vorbehalten blieb. Mit der Gründung der Deutschen Reichsbank im Jahre 1875 dehnte sich der Giroverkehr über das ganze Reich aus, blieb aber auch hier weitgehend den großen Firmen und wohlhabenden Bürgern vorbehalten. Die 1871 gegründete Deutsche Reichspost änderte diesen Zustand. „Das Postscheckamt sollte die Bank des ‚kleinen Mannes‘ werden, der wegen des hohen Mindestguthabens von 1.000 Mark die Giroeinrichtungen der Reichsbank nicht benutzen konnte“. Im Jahre 1876 schlug die Reichspost dem Reichstag vor, einen Postüberweisungs- und Scheckverkehr einzuführen, doch die Idee stieß zunächst auf Widerstand. Politik- und Finanzkreise befürchteten, dass die Post den bestehenden Sparkassen und anderen Kreditanstalten zu große Konkurrenz machen würde. Im Jahr 1885 wurde ein erster Gesetzesentwurf zur Einführung des Postscheckverkehrs abgelehnt. Der Reichstag meldete Änderungswünsche an: Die Postscheckguthaben sollten nicht verzinst werden, und die Gebühren relativ hoch sein, um anderen Banken keine Kunden streitig zu machen. Erst am 7. Mai 1908 stimmte der Reichstag der Einführung des Postscheckverkehrs zu. Ab 1906 bot die PTT der Schweiz Girokonten unter der Bezeichnung Postscheckdienst an. Am 1. Januar 1909 nahmen zeitgleich 13 Postscheckämter im Deutschen Reich den Betrieb auf. Im norddeutschen Raum eröffneten die Postscheckämter Hannover und Hamburg.
Vor der flächendeckenden Einführung des modernen Girokontos wurden Löhne und Gehälter in Lohntüten bar ausbezahlt. Mieten und sonstige laufende Kosten wurden mittels Bargeld beglichen. Behörden sowie große und mittlere Unternehmen forderten aus Rationalisierungsgründen Ende der 1950er-Jahre zunehmend Beamte, Angestellte und Arbeiter dazu auf, sich Lohn oder Gehalt auf ein Bankkonto auszahlen zu lassen. Ab 1957 wurde in Deutschland die bare Lohn- und Gehaltszahlung mittels Lohntüte verdrängt, weil immer mehr Unternehmen und Kommunalverwaltungen dazu übergingen, Löhne und Gehälter bargeldlos zu überweisen. Grundlage dafür waren die Fortschritte in der Bankautomation, deren zunehmende Computerisierung die Bewältigung des gewünschten Massengeschäftes ermöglichte. Bereits 1958 gab es in der Sparkassenorganisation etwa 4,7 Millionen Girokonten. Von Karl Weisser erschien 1959 ein Buch mit dem Titel Bargeldlose Lohn- und Gehaltszahlung. Die Großbanken entdeckten in den 1950er-Jahren das Privatkundengeschäft und begannen im großen Stil, Lohn- und Gehaltskonten einzurichten. Das Postscheckamt Hamburg, damals das größte in der Bundesrepublik, führte 1961 erstmals einen EDV-gestützten Dauerauftragsdienst ein. Im Rahmen der Mehrwertstrategie führte die Hamburger Sparkasse 1999 das Mehrwertkonto ein, das sich im Kreditwesen schnell verbreitete.
Inzwischen sind laut Bundesbank über 105 Millionen Girokonten in Deutschland registriert, von denen im Jahre 2018 über 70 % per Electronic Banking als Onlinekonten geführt werden.

## Rechtsfragen
Das Girokonto ist rechtlich ein Kontokorrentkonto, also ein Konto in laufender Rechnung nach § 355 HGB, bei dem täglich ein Saldo, der einer der beiden beteiligten Vertragsparteien zusteht, ermittelt wird. Mindestens eine der beiden Parteien muss Kaufmann sein; diese Eigenschaft wird bereits durch Kreditinstitute erfüllt, weil sie ein Handelsgewerbe nach § 1 Abs. 1 HGB betreiben. Die Gutschriften und Belastungen führen im Kontoauszug zu einem Saldo, der aus Sicht des Kunden entweder als Habensaldo ein Bankguthaben oder als Sollsaldo eine Verbindlichkeit darstellt.
In den seit Januar 2002 geltenden – und im Oktober 2009 geänderten – Vorschriften zum Girovertrag (§ 676f und § 676g BGB a. F.) fanden sich auch Regelungen zum Girokonto. Danach war das Girokonto zentraler Bestandteil des Girovertrages. Denn nach der Legaldefinition des Girovertrages in § 676f BGB a. F. war das Kreditinstitut verpflichtet, für den Bankkunden ein Konto einzurichten, eingehende Zahlungen auf dem Konto gutzuschreiben und abgeschlossene Überweisungsverträge über dieses Konto abzuwickeln. Überdies hat es dem Kunden als Begünstigtem einer Überweisung die mit dieser Überweisung weitergeleiteten Angaben zur Person des Überweisenden und zum Verwendungszweck mitzuteilen. Das Girokonto kann mit Zustimmung der Erziehungsberechtigten auch für Minderjährige eingerichtet werden (siehe Jugendkonto).
Zum 31. Oktober 2009 ist durch die Umsetzung der EU-Zahlungsdiensterichtlinie in allen EU-Mitgliedstaaten das Recht des Zahlungsverkehrs vereinheitlicht worden. Dieses Zahlungsdiensterecht hat für das Girokonto den Rechtsbegriff Zahlungskonto eingeführt. Der Girovertrag und die wichtigsten Zahlungsdienste (Überweisungen, Lastschriften und Kartenzahlungen) sind neu in §§ 675c bis 676c BGB sowie im Zahlungsdiensteaufsichtsgesetz (ZAG) geregelt worden. Kreditinstitute können nunmehr mit ihren Kunden vereinbaren, dass der Zahlungsverkehr ausschließlich nach der sogenannten Kundenkennung – Kontonummer und Bankleitzahl bzw. Internationale Bankkontonummer (IBAN) und BIC – erfolgt und der Name des Überweisungsempfängers/Lastschriftschuldners nicht mehr berücksichtigt wird. Das neue Recht regelt auch Haftungs- und Beweisfragen und führt eine Vielzahl neuer Begriffe ein. Vor dem Abschluss eines Zahlungsdiensterahmenvertrages (Unterformen hiervon sind: Girovertrag, Debitkartenvertrag, Kreditkartenvertrag oder Online Banking-/Telefonbanking-Vertrag) hat der Kunde Anspruch auf Aushändigung umfangreicher vorvertraglicher Informationen (Art. 248 § 4 EGBGB). Während der Laufzeit des Vertrages müssen Änderungen der Vertragsbedingungen und Entgelte gegenüber Verbrauchern mit einer Widerspruchsfrist von 2 Monaten angeboten werden (§ 675g BGB). Lange Kündigungsfristen zu Lasten von Verbrauchern sind nicht mehr zulässig (§ 675h BGB).
Die Vorschrift des § 675f BGB begründet in Deutschland allerdings keinen Kontrahierungszwang für Kreditinstitute, und zwar weder auf Abschluss des Giro- noch des Überweisungsvertrages. Entgegen einer weitläufigen Meinung besteht in Deutschland für viele Sparkassen kein Kontrahierungszwang; das Kreditinstitut kann unter Umständen die Eröffnung eines Kontos ablehnen. In Frankreich und Belgien gibt es im Gegensatz zur Rechtslage in Deutschland, Österreich oder der Schweiz einen Kontrahierungszwang.
Neben diesen gesetzlichen Vorschriften finden sich zahlreiche Regelungen über die Führung von Girokonten in den AGB der Kreditinstitute. Im Zuge der Anpassung an das neue Zahlungsdiensterecht wurden die allgemeinen Geschäftsbedingungen und Sonderbedingungen z. B. für den Überweisungsverkehr mit Wirkung zum 31. Oktober 2009 geändert. Dort wird zunächst klargestellt, dass Girokonten als Kontokorrent im Sinne des § 355 HGB anzusehen sind, für die Rechnungsabschlüsse nach vereinbarten Zeitabschnitten erstellt werden. Einwendungen hiergegen müssen innerhalb von 6 Wochen dem Institut zugegangen sein. Ferner sind in den AGB Stornobuchungs- und gegenseitige Aufrechnungsrechte geregelt. Eine Kündigung des Girokontos ist für den Kunden jederzeit ohne Einhaltung einer Kündigungsfrist möglich. Ein Kreditinstitut darf hierfür keine Bankgebühren erheben. Auch die kontoführende Bank hat die Möglichkeit, das Konto wegen Unzumutbarkeit zu kündigen, hat jedoch bei der ordentlichen Kündigung eine Frist von 6 Wochen einzuhalten bzw. die Belange des Kunden zu berücksichtigen, insbesondere nicht zur Unzeit zu kündigen. Unzumutbar wird die Fortführung einer Kontoverbindung wenn
- der Kunde die Leistungen des Kreditinstitutes missbraucht, insbesondere für gesetzwidrige Transaktionen, z. B. Betrug, Geldwäsche u. a.,
- der Kunde Falschangaben macht, die für das Vertragsverhältnis wesentlich sind,
- der Kunde Mitarbeiter oder Kunden grob belästigt oder gefährdet,
- die bezweckte Nutzung des Kontos zur Teilnahme am bargeldlosen Zahlungsverkehr nicht gegeben ist, weil z. B. das Konto durch Handlungen vollstreckender Gläubiger blockiert ist (siehe Kontopfändung, Sperrkonto) oder ein Jahr lang umsatzlos geführt wird,
- nicht sichergestellt ist, dass das Institut die für die Kontoführung und -nutzung vereinbarten üblichen Entgelte erhält oder
- der Kunde auch im Übrigen die Vereinbarungen nicht einhält.

Während ein Habensaldo des Bankkunden auf dem Bankkonto eine Forderung aus unregelmäßiger Verwahrung nach § 700 BGB darstellt, ist der Sollsaldo eine Darlehensverbindlichkeit im Sinne des § 488 BGB. Ein- und Auszahlungen auf das Girokonto sind daher in aller Regel auch Akte zur Begründung oder Erfüllung der genannten Schuldverhältnisse oder einzelner Pflichten aus ihnen. Im Falle kreditorischer Girokonten stellen Barauszahlungen die Rückgabe des für den Kunden verwahrten (§ 688 BGB) und Bareinzahlungen die Hingabe des zu verwahrenden Geldes dar (§ 700 BGB); bei debitorischen Konten sind Barauszahlungen als Kreditauszahlungen, Bareinzahlungen als Kreditrückzahlungen anzusehen (§§ 488 ff. BGB).

### Jedermannkonto
Der gewachsenen Bedeutung von Girokonten folgen gemeinsame Informationen der Spitzenverbände der deutschen Kreditwirtschaft (Die Deutsche Kreditwirtschaft). Danach haben alle Kreditinstitute jedem sich rechtmäßig in der Europäischen Union aufhaltenden Verbraucher, der über kein Zahlungskosto verfügt, auf Wunsch ein Basiskonto auf Guthabenbasis zur Verfügung zu stellen. Dies erlaubt alle notwendigen Funktionen eines Girokonto. Nur einige Sparkassen unterlagen nach den Sparkassengesetzen bislang bei der Eröffnung von Girokonten einem Kontrahierungszwang (§ 31 Zahlungskontengesetz (ZKG)). Das ZKG setzt die Zahlungskonten-Richtlinie um und begründet für alle Verbraucher einschließlich Personen ohne festen Wohnsitz seit dem 1. Juni 2016 einen Rechtsanspruch auf Führung eines sogenannten Basiskontos für die Ausführung von Zahlungsvorgängen auch bei Privatbanken sowie Volks- und Raiffeisenbanken.

### Pfändungsschutzkonto (P-Konto)
Zum 1. Juli 2010 wurde eine Reform des Kontopfändungsschutzes beschlossen. Kernpunkt des seitdem geltenden Rechts zur Kontopfändung bildete das so genannte Pfändungsschutzkonto (P-Konto). Weitere gesetzliche Änderungen waren nach Auffassung der Bundesregierung vom 7. April 2011, die den Kontopfändungsschutz als „signifikant verbessert“ ansieht, zunächst nicht geplant. Am 15. April 2011 wurde die Gesetzesänderung zur Lösung des sogenannten Monatsanfangsproblems beschlossen.

### Einzel- oder Gemeinschaftskonto
Bei einem Einzelkonto gibt es nur einen Kontoinhaber, während bei Gemeinschaftskonten mindestens zwei gleichberechtigte Kontoinhaber verfügungsberechtigt sind. Kontoinhaber ist, wer Träger von Rechten und Pflichten des einem Bankkonto zugrunde liegenden Girovertrags ist und nach dem erkennbaren Parteiwillen Gläubiger oder Schuldner des Kreditinstituts werden soll.

## Girovertrag
Zur Einrichtung eines Girokontos bedarf es des Abschlusses eines Girovertrages. Die AGB sind Bestandteil des Vertrags, der Kunde erkennt die AGB mit Unterzeichnung des Vertrages an. Der Girovertrag heißt in der Gesetzesterminologie Zahlungsdiensterahmenvertrag und ist ein Dauerschuldverhältnis. Durch den Girovertrag verpflichtet sich das Kreditinstitut, für den Kunden ein Konto einzurichten, eingehende Zahlungen dem Konto gutzuschreiben und abgeschlossene Überweisungsverträge zu Lasten dieses Kontos abzuwickeln (§ 675f Satz 1 BGB). Er ist im Verhältnis zum Geschäftsbesorgungsvertrag ein lex specialis mit Vorrangwirkung. Liegt ein Girovertrag vor, sind zumindest die §§ 675f und 675g BGB einzuhalten. Darüber hinaus – etwa bei Inkasso oder der Einlösung von Lastschriften – muss nach wie vor auf die Regelungen des Geschäftsbesorgungsvertrages zurückgegriffen werden. Die Führung des Kontos erfolgt dabei nach den Grundsätzen der kaufmännischen Buchführung gemäß § 238 HGB. Das Kreditinstitut hat die Führung des Kontos durch Buchungen und Kontoauszüge nachzuweisen. Die Buchungsposten umfassen sowohl Gutschriften (eingehende Zahlungen) als auch Lastschriften (Überweisungen, Daueraufträge, Belastungen Dritter). Der Girovertrag beruht auf dem seit November 2009 geltenden Zahlungsdiensterecht, das weitgehend nicht abdingbar ist (§ 675e Abs. 1 BGB); Ausnahmen bestehen insbesondere für Fremdwährungen (§ 675e Abs. 3 BGB) und für Bankkunden, die nicht Verbraucher sind (§ 675e Abs. 4 BGB).

### Zahlungsverkehr
§ 675f Abs. 1 BGB regelt die Hauptpflicht des Kreditinstituts im Rahmen eines Girovertrags, nämlich die Ausführung eines Zahlungsvorgangs. Zahlungsvorgang ist jede Bereitstellung, Übermittlung oder Abhebung eines Geldbetrags (§ 675f Absatz 4 BGB). Verkürzt und vereinfacht sind mit Zahlungsdiensten alle Zahlungsverfahren des bargeldlosen Zahlungsverkehrs wie Überweisungen, Lastschriften und Kartenzahlungen gemeint. Der Zahlungsauftrag kann vom Kontoinhaber unmittelbar, als von ihm angestoßene „Push“-Zahlung (z. B. Überweisung, Dauerauftrag oder Finanztransfer) oder mittelbar über den Zahlungsempfänger, als vom Empfänger angestoßene „Pull“-Zahlung (z. B. Lastschriften oder Kreditkartenzahlungen), erteilt werden. Überweisungen stellen rechtlich unselbständige Weisungen des Bankkunden an das Kreditinstitut im Rahmen des Zahlungsdienstevertrages dar. Der Überweisungsvertrag ist eine selbstständige Form der Geschäftsbesorgung. Rechtsgrundlage hierfür sind die §§ 675c bis 676c BGB, die für inländische Überweisungen, Auslandsüberweisungen in ein Land der Europäischen Union, einen Vertragsstaat des Europäischen Wirtschaftsraums sowie in ein Nicht-EU-Land gelten. In der Erteilung einer Einzugsermächtigung im herkömmlichen deutschen Einzugsermächtigungsverfahren ist allerdings kein Zahlungsauftrag des Zahlers an seinen Zahlungsdienstleister zu sehen. Nach der überwiegenden Literaturmeinung und der Genehmigungstheorie des BGH liegt bei der Einzugsermächtigungslastschrift – solange der Zahler eine Belastung nicht genehmigt hat – nämlich eine unautorisierte Zahlung vor.
Ein Institut darf die Ausführung eines Zahlungsauftrags bei Vorliegen der in § 675o BGB genannten Voraussetzungen ablehnen. Dazu gehört insbesondere die mangelnde Kontodeckung, wenn Guthaben oder Kreditlinie zur Ausführung der Überweisung nicht ausreichen und die Bank eine „geduldete Überziehung“ nach § 505 Abs. 1 BGB nicht zulassen will. Macht sie hiervon keinen Gebrauch, muss sie die Überweisung innerhalb der Fristen des § 675s BGB ausführen.
Das kontoführende Institut als der Zahlungsdienstleister des Zahlungsempfängers und Kontoinhabers ist gemäß § 675t Abs. 1 BGB verpflichtet, dem Zahlungsempfänger den Zahlungsbetrag unverzüglich verfügbar zu machen, nachdem er auf dem Girokonto des Zahlungsdienstleisters eingegangen ist.

### Gebühren und Zinsen
Viele Gebühren rund um die Nutzung des Girokontos haben die Rechtsprechung beschäftigt. Bankguthaben auf Girokonten werden üblicherweise nicht oder nur gering verzinst. Die Sollzinsen für Inanspruchnahmen von Krediten (genehmigte Kreditlinien bzw. geduldete Überziehungen) richten sich nach dem jeweiligen Preisaushang. Die Verzinsung einer Überziehung ist im Gegensatz hierzu relativ hoch, sie liegt in der Regel zwischen 5 und 15 Prozent, im Schnitt laut Finanztest bei knapp 12 Prozent. Meist wird eine Kontoführungsgebühr als Pauschale oder je Buchungsposten berechnet. Zum Teil wird ein kostenloses Girokonto an Bedingungen geknüpft, wie zum Beispiel ein regelmäßiger Geldeingang oder eine reine Online-Kontoführung. Eine Untersuchung der Stiftung Warentest im Januar 2012 hat ergeben, dass von 177 Kontomodellen 25 als Gehalts- oder Rentenkonto kostenlos sind. Für Schüler, Studenten und Auszubildende ist die Kontenführung meist kostenlos.
Üblicherweise dürfen Kreditinstitute für die Erfüllung vertraglicher Nebenpflichten keine Entgelte verlangen (§ 675f Abs. 4 Satz 2 BGB; entspricht Nr. 12 Abs. 3 AGB-Banken und Nr. 17 Abs. 4 AGB-Sparkassen); allerdings lässt das Gesetz auch ausdrücklich Ausnahmen zu. Eine solche Ausnahme stellt die unverzügliche Unterrichtung des Kunden bei berechtigter Ablehnung eines Zahlungsauftrages dar (§ 675o Abs. 1 Satz 4 BGB). Hier darf die Bank ein Entgelt durch ihre AGB (unter Bezugnahme auf das Preisverzeichnis) wirksam vereinbaren. Uneingeschränkt gilt dies allerdings nur für Lastschriften im Abbuchungsauftragsverfahren und nach dem SEPA-Lastschriftverfahren. Für die Benachrichtigung bei „alten“ Lastschriften im Einzugsermächtigungsverfahren kann auch nach neuer Rechtslage kein Entgelt verlangt werden, da es hier regelmäßig an einer „Autorisierung“ durch den Zahlungspflichtigen fehlt und § 675o BGB nur von „berechtigten“ Lastschriften spricht.

### Kündigung
Das Girokonto kann nach § 675h BGB vom Nutzer (Zahlungsdienstnutzer) jederzeit ohne die Einhaltung einer Kündigungsfrist gekündigt werden (fristlose Kündigung). Etwas anderes gilt nur, wenn eine Kündigungsfrist ausdrücklich vereinbart wurde. Dabei darf die vereinbarte Kündigungsfrist nicht mehr als einen Monat betragen.
Kündigungsrecht der Bank
Kreditinstitute hingegen müssen eine Kündigungsfrist von mindestens zwei Monaten einhalten. Eine Kündigung der Bank ist zudem nur wirksam, wenn ein solches Kündigungsrecht in den Girovertrag mit der Bank aufgenommen wurde. Darüber hinaus müssen öffentlich-rechtliche Kreditinstitute im Rahmen der kommunalen Trägerschaft i. d. R. einen Grund für die Kündigung anführen und dürfen nicht in jedem Fall dem Betroffenen ohne gewichtigen Verstoß das Konto entziehen. Wenn nach Nr. 26 Abs. 1 der Sparkassen-AGB grundlos gekündigt wird, ist die Kündigung schon aufgrund des Willkürverbotes i. V. m. Art. 3 GG nichtig. In der Literatur wird das mit dem Gleichheitsgrundsatz begründet, an denen sich alle öffentlich-rechtlichen Institute im Rahmen des Grundgesetzes halten müssen.
Überhaupt keine Rechte zur Kündigung auf Bankenseite haben die Sparkassen bei Guthabenkonten oder speziell ausgestatteten Konten, die für die Daseinsvorsorge wesentlich sind (vgl. § 5 des Sparkassengesetzes für das Land NRW).
Lange Zeit war offengeblieben, in welcher Form private Kreditinstitute den Girovertrag von sich aus kündigen dürfen. Hierzu entschied der Bundesgerichtshof im Januar 2013, dass die ordentliche Kündigung eines Girovertrags nach Nr. 19 Abs. 1 AGB-Banken (2002) keine Interessenabwägung voraussetzt, wonach die Beendigung des Vertragsverhältnisses mit den Interessen des Kunden an dessen Fortbestand vorzunehmen ist.

## Nutzung
Girokonten dürfen durch alle Instrumente des nationalen und internationalen unbaren und baren Zahlungsverkehrs genutzt werden. Dazu besteht im Rahmen der Mitwirkungs- und Sorgfaltspflichten des Kunden ein allgemeiner Vordruckzwang. Hiernach sind insbesondere für Zahlungsverkehrszwecke die vom kontoführenden Institut zugelassenen Vordrucke zu verwenden. Hierzu gehören Barabhebungen, Bareinzahlungen, Überweisungsträger, Lastschriften, Daueraufträge, Zahlscheine oder Wertpapierorders. Die meisten Aufträge müssen schriftlich, per Online-Banking oder Selbstbedienungs-Terminals erfolgen. Aufträge im Wertpapiergeschäft sind – wegen der Zeitproblematik – auch per Telefon statthaft. Weit verbreitet ist die Nutzung der über das Girokonto abgewickelten Debitkarten wie der girocard mit Maestro- oder V-Pay-Funktion und Kundenkarte.
Generell müssen ohne besondere Vereinbarungen Verfügungen im Rahmen des Zahlungsverkehrs durch Kontoguthaben oder freie Kreditlinien gedeckt sein. Vom Überziehen des Kontos spricht man, wenn das Guthaben oder eine ausdrücklich eingeräumte Kreditlinie für diese Verfügungen nicht ausreicht, die Verfügungen aber vom Kreditinstitut dennoch ausgeführt werden. Es handelt sich um eine so genannte geduldete Kontoüberziehung (§ 505 BGB). Ausdrücklich eingeräumte Kredite sind insbesondere Dispositionskredite („Dispo“) und Kontokorrentkredite, die vertraglich vereinbart werden.

## Kontoauszüge und Rechnungsabschlüsse
Das Kreditinstitut hat im Rahmen des Girovertrages gegenüber dem Kunden Informationspflichten wahrzunehmen (§ 666 BGB), die es durch eine Aufstellung der Buchungsvorgänge, einschließlich der daran Beteiligten und des Verwendungszwecks in Form eines Kontoauszuges oder Kontoauszugsdruckers erfüllt. Der Kontoauszug ist auch im Online Banking verfügbar. In regelmäßigen Abständen (meist quartalsweise) erfolgt ein Rechnungsabschluss, in welchem Zinsen und Gebühren belastet bzw. gutgeschrieben werden.
Den Buchungen liegen Ansprüche bzw. Verpflichtungen des Kunden zugrunde. Das Wertstellungsdatum bei diesen Buchungen ist der Bankarbeitstag, der für die Berechnung der Zinsen bei Gutschrift oder Belastung eines Betrags auf einem Girokonto zugrunde gelegt wird. Bei Gutschriften ist es der Geschäftstag, an dem der Betrag beim Kreditinstitut eingegangen ist (§ 675t Abs. 1 BGB), bei Belastungen frühestens der Tag der Buchung (§ 675t Abs. 3 BGB).

## Legitimationsprüfung
Im Rahmen des Kontoeröffnungsantrages, der die Grundlage des Girovertrages bildet, bestehen in Deutschland für die Geldinstitute bei der Eröffnung eines Girokontos zwei gesetzliche Verpflichtungen, die die Identität des Inhabers betreffen:
- Nach § 154 AO ist eine Legitimationsprüfung erforderlich, die den Kreditinstituten Gewissheit über den Namen und die Anschrift des Verfügungsberechtigten verschafft. Denn niemand darf für sich oder einen Dritten ein Konto auf einen falschen oder erdichteten Namen eröffnen (Kontenwahrheit).
- Nach § 10 Abs. 1 Nr. 2 GwG muss bei jeder Kontoeröffnung eine Erklärung über die wirtschaftliche Berechtigung abgegeben werden. Hiernach versichert der Kunde, dass die Kontoeröffnung auf eigene Rechnung erfolgt (Konto für eigene oder fremde Rechnung), das gilt insbesondere für Treuhandkonten.

Dazu muss ein gültiger Personalausweis oder ein Reisepass (z. T. mit Meldebestätigung) vorgelegt werden. Bei ausländischen Bürgern ist zudem noch eine Aufenthaltsgenehmigung und die Arbeitserlaubnis vorzulegen. Juristische Personen, wie eine GmbH oder ein eingetragener Verein, weisen ihre Rechtsfähigkeit durch entsprechende Dokumente (Gesellschaftsvertrag, Handelsregister oder sonstige Register) nach. Die Vertretungsbefugnis des Vorstands, Geschäftsführers, persönlich haftenden Gesellschafters richtet sich nach den gesetzlichen Vorgaben und ist entsprechend nachzuweisen.
Die eigentliche Identifizierung geschieht durch Feststellung des Namens aufgrund des Personalausweises oder Reisepasses sowie des Geburtsdatums und der Anschrift, soweit sie darin enthalten sind. Außerdem müssen Art, Nummer und ausstellende Behörde des amtlichen Ausweises festgestellt werden. Diese Angaben hat das Institut zu notieren. Gemäß § 8 Abs. 2 Satz 2 GwG müssen die zur Feststellung der Identität vorgelegten Dokumente kopiert werden. Die Legitimationsprüfung führen Geldinstitute entweder selbst durch oder sie nutzen das Postident-Verfahren der Deutschen Post AG.

## International
Auch in Österreich herrscht ein grobes Ungleichgewicht zwischen Sparzinsen und Überziehungszinsen. Im Vergleich zu Deutschland sind in Österreich im Schnitt die Zinssätze bei Kontoüberziehungen um 2 % höher. Wird der Überziehungsrahmen überschritten, drohen Zinssätze von 13 bis 16,7 % bei einem kalkulierten Ausfallrisiko von 0,2 %. Der Maximalwert für Sparer lag im Vergleich bei 1,4 %. Auch die Sollzinsen sind mit Spitzenwerten um die 11,7 % im Vergleich sehr hoch. Ein Faktor für die Höhe der Überziehungszinsen ist die Bonität; bei schlechter Bonität drohen empfindliche Zinserhöhungen.
Am 1. November 2009 trat das ZaDiG (Zahlungsdienstegesetz) in Österreich in Kraft. Damit wurde die europäische Zahlungsdiensterichtlinie 2007/64/EG umgesetzt. Die neue Regelung sieht vor, dass dem Kontoinhaber bis zu einer Frist von 2 Monaten vor Inkrafttreten Gebührenänderungen und Anhebungen bekannt gegeben werden müssen. Die Mitteilung muss schriftlich erfolgen, nur bei Zustimmung des Kontoinhabers ist eine elektronische Mitteilung, auf einem dauerhaften Datenträger (z. B. E-Mail), zulässig. Diese Mitteilung muss den Kontoinhaber darauf hinweisen, dass ein kostenloses und fristloses Kündigungsrecht eingeräumt wird. Eine stillschweigende Zustimmung ist nur nach entsprechender Vereinbarung mit der jeweiligen Bank zulässig, tatsächlich hat nahezu jede österreichische Bank eine entsprechende Klausel in ihren AGB verankert. Diese Regelungen gelten nicht nur für das Girokonto, sondern für alle Zahlungsdiensteverträge. Die daraufhin neu eingeführten AGB österreichischer Banken sind durchaus kritisch zu betrachten, Konsumentenschutz und Verbraucherrechtsinstanzen verweisen immer wieder darauf.
Das meist mit der Schweiz assoziierte Nummernkonto ist ein Girokonto, seine früheren besonderen Anonymisierungen des Kontoinhabers sind seit Juli 2004 aufgehoben.